# La Matière verte
 (juillet 2025).
Motif : Absence de sources
- Archive Wikiwix
- Bing
- Cairn
- DuckDuckGo
- E. Universalis
- Gallica
- Google
- G. Books
- G. News
- G. Scholar
- Persée
- Qwant
- (zh) Baidu
- (ru) Yandex
- (wd) trouver des œuvres sur Wikidata

| 1. | Préciser le motif de la pose du bandeau. | Précisez le motif de la pose du bandeau en utilisant la syntaxe suivante : {{admissibilité à vérifier\|date=juillet 2025\|motif=remplacez ce texte par le motif}}                     |
| 2. | Informer les utilisateurs concernés.     | Pensez à avertir le créateur de l'article, par exemple, en insérant le code ci-dessous sur sa page de discussion : {{subst:avertissement admissibilité à vérifier\|La Matière verte}} |

La Matière verte est la quarante-septième histoire de la série Tif et Tondu de Will et Maurice Rosy. Elle est publiée pour la première fois dans le journal Spirou du no 1529 au no 1550.

## Résumé
Bien vus du gouvernement après le Grand Combat, Tif et Tondu acceptent une mission facile : évaluer les usages possibles d'une étrange boule de "matière verte" incroyablement élastique. Les deux amis enchaînent les essais pas toujours sérieux ; mais bientôt, un inconnu s'ingénie à leur voler l'échantillon, et on enlève Vertendron, l'inventeur de la matière. Après que Tif et Tondu ont enfin coffré le voleur, surprise : la "matière verte" énonce l'adresse où son inventeur est détenu ! (Vertendron leur expliquera plus tard comment.)
Tif et Tondu y trouvent la bande du professeur Fauchetout, un pirate de la science. Ce dernier les capture cependant, et soumet Tif à une expérience en lui inoculant un peu de la matière, mais il réussit trop bien : Tif devenu trop agile et invulnérable s'amuse à mettre K.O. les bandits, puis à attraper Fauchetout dans son hélicoptère.

## Personnages
- Tif et Tondu
- Le ministre qui les engage
- Un voleur très inventif mais maladroit
- L'ingénieur Vertendron
- Fauchetout et sa bande